# Flamman (Göteborg)
Flamman var en biograf med 684 platser på Redbergsvägen 19 i stadsdelen Gårda i Göteborg. Biografen öppnade 14 oktober 1935 och stängde 31 december 1982. Premiärprogrammet 1935 visade Flickornas Alfred (Birgit Tengroth och Sture Lagerwall) och kortfilmen Havet lockar (Per-G. Holmberg).
Byggnaden ritades av arkitekten Sten Branzell, som tillsammans med arkitekten Uno Åhrén upprättade 1935 års stadsplan. Den konstnärliga utsmyckningen stod konstnären Gunnar Ström för. Fastigheten är byggnadsminne sedan 15 februari 2006 och har fastighetsbeteckning Gårda 68:1.
Byggnaden uppfördes av storbyggmästaren Olle Engkvist som samtidigt byggde Göteborgs konserthus. Förutom biograf inrymde den utpräglade funkisbyggnaden två butikslokaler och en vaktmästarbostad. Byggnadskostnaden uppgick till 333 000 kronor, där 40 000 kronor stod för tomten och inventarier för 45 000 kronor. 
Idag ägs fastigheten av Göteborgs Finska Pingstförsamling, som sedan 1983 använder den som gudstjänstlokal. I och med ägarbytet skedde en del invändiga förändringar för att anpassa byggnaden till församlingens verksamhet. Salongen byggdes om i sin främre och bakre del. Bland annat tillkom ett samlingsrum och en läktare.
Innan biografen uppfördes fanns på denna plats Olskrokens första yrkesfotograf, Sandlunds Foto atelier, som 1897 flyttades hit från Olskrokstorget. Ateljén övertogs senare av Vibergs Fotoatelier och revs 1931. Området bakom biografen, längs med Norra Gubberogatan, kallades för Dyngevik efter den bäck som rann förbi där.
Olskrokens allra första biograf hette Quo Vadis. Den öppnades 1918 och låg lite längre ner på andra sidan Redbergsvägen. Namnet ändrades till Östra Bio 1921 och 1963 stängdes den för gott.